# 莫贝克 (伊泽尔省)
莫贝克（法語：Maubec，法語發音：[mobɛk]）是法国伊泽尔省的一个市镇，位于该省西北部，属于拉图尔迪潘区。

## 地理
莫贝克（45°34'6"N, 5°15'57"E）面积8.57 平方千米，位于法国奥弗涅-罗讷-阿尔卑斯大区伊泽尔省，该省份为法国东南部内陆省份，北起顺时针与安省、萨瓦省、上阿尔卑斯省、德龙省、阿尔代什省、卢瓦尔省和罗讷省。
与莫贝克接壤的市镇（或旧市镇、城区）包括：布尔关雅略、谢兹讷沃、克拉希耶、多马兰、梅列、比永河畔圣阿年。

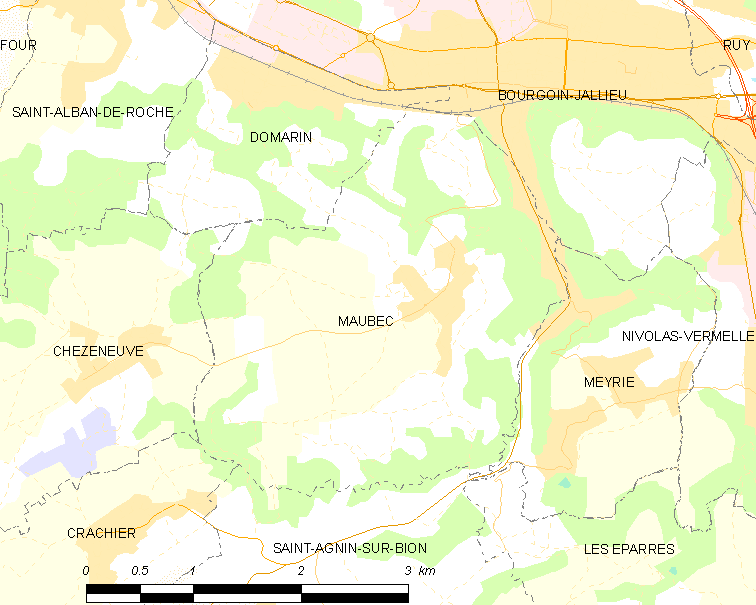
的OSM定位图

莫贝克的时区为UTC+01:00、UTC+02:00（夏令时）。

## 行政
莫贝克的邮政编码为38300，INSEE市镇编码为38223。

## 政治
莫贝克所属的省级选区为利勒达博县。

## 人口

1962-2008年间人口变化图示

莫贝克于2022年1月1日时的人口数量为1920人。